# Amriswil
Amriswil é uma comuna da Suíça, no Cantão Turgóvia, com cerca de 11.308 habitantes. Estende-se por uma área de 19,03 km², de densidade populacional de 594 hab/km². Confina com as seguintes comunas: Egnach, Erlen, Hefenhofen, Muolen (SG), Salmsach, Sommeri, Zihlschlacht-Sitterdorf.
A língua oficial nesta comuna é o Alemão.